# Христо Арнаудов (летец)
Христо Георгиев Арнаудов е български офицер, полковник, летец-изтребител.

## Биография
Христо Арнаудов е роден на 13 юли 1916 г. в Севлиево. Семейството се преселва в Ловеч и тук завършва с отличен успех Смесената гимназия „Цар Борис III“ (1935). Постъпва в Софийския университет, специалност „Медицина“. След първият семестър се прехвърля във Военното на Негово Величество училище, което завършва в 59-и „Балкански“ випуск като като летец-изтребител и на 16 юни 1940 е произведен в чин подпоручик. Зачислен е в 4-ти армейски въздушен полк.
Служи като пилот във военното летище в Карлово и Божурище. Специализира в Германия на изтребител Месершмит 109. По време на Втората световна война участва в отбраната на София от англо-американските бомбардировки. През 1943 г. е изпратен на служба в 6-и изтребителен полк. На 17 април 1944 г. капитан Арнаудов влиза в бой с противникови изтребители Мустанг. Прострелян е смъртоносно и се разбива с изтребителя си в околностите на с. Вердикал (дн. квартал на Банкя).

Награден с Орден „За храброст“ IV ст. II кл. (посмъртно). В Смесената гимназия „Цар Борис III“ в Ловеч на неговото име е учреден училищен дарителски фонд.

## Памет
През 1992 г. е повишен във военно звание полковник (посмъртно). Името му е вписано в „Златната книга на Българските военновъздушни войски“.
На Христо Арнаудов е наречена улица в квартал „Дружба“ в София (Карта).

## Военни звания
- Подпоручик (16 юни 1940)
- Поручик (16 юни 1943)
- Капитан (15 април 1944)
- Полковник (1992)